# Harry B. Harris
Harry B. Harris, né le 8 août 1880, est un directeur de la photographie et réalisateur américain du cinéma muet.

## Filmographie

### Directeur de la photographie
- 1915 Captain Macklin
- 1915 Her Shattered Idol
- 1915 The Outcast
- 1916 Through the Wall
- 1916 Vanity
- 1917 Fille du destin
- 1917 La Peur de la vie de Burton L. King
- 1917 Mary Lawson's Secret
- 1917 Maternity
- 1917 Raffles, the Amateur Cracksman
- 1917 The Silence Sellers
- 1917 The Soul of a Magdalen
- 1917 To the Death[1]
- 1918 Jacques le fort
- 1918 Soirée tragique
- 1918 The Life Mask
- 1919 Les yeux dans la nuit
- 1919 The Right to Happiness
- 1919 Whitewashed Walls
- 1920 A Sister to Salome
- 1920 Amour d'orientale
- 1920 In Folly's Trail
- 1920 Rose of Nome
- 1923 West of the Water Tower

### Réalisateur
- 1920 : Risky Business
- 1921 : Short Skirts
- 1921 : The Man Tamer
- 1921 : Desperate Youth
- 1921 : Rich Girl, Poor Girl
- 1922 : The Trouper